# 河原みのり
河原 みのり（かわはら みのり、1989年2月8日 - ）は、女性パチスロライター、タレント。元グラビアアイドル。

## 来歴
北海道出身。姉が1人いる。
2008年、ネクストプロモーションに所属し「松岡奈波」として芸能活動を開始。『週刊SPA!』（扶桑社）の「どるばこ」（2008年11月18日発売号）でデビュー。『Bejean』（英知出版）12月号では「Bejean女学館」、同誌1月号から「Bejean Cafe」という情報コーナーでレギュラーコラムページを担当。
また、集英社の携帯コンテンツ『ケータイヤングジャンプ』の「ぷるるんサバイバル」では、2008年11月度と2009年1月度のそれぞれで約10,000票の得票数で1位勝ち抜けを果たした。その他『週刊ヤングジャンプ』『週刊プレイボーイ』でも「シタチチ女学院」で人気となった。
2009年6月3日のチャットイベントを体調不良のため欠席、同5日のブログ更新以降、一旦活動休止状態に入る。2009年11月頃よりボルドプロモーションに移籍し「河原実乃梨」に改名、芸能活動を再開。
2012年2月、公式ブログでボルドプロモーションからの退所と「河原みのり」に改名することを発表。改名後は『パチスロ必勝ガイド』初の女性ライターとして活動を開始し、後にグラビアアイドルからパチスロライターに完全転身。
2016年2月に結婚。

## 出演

### テレビ
- 志村屋です。（2009年2月25日、フジテレビ） - 「志村診察室コーナー」ゲスト
- ロンドンハーツ（2010年6月22日、テレビ朝日） - マジックメール仕掛け人
- 宇宙犬作戦 第4話（2010年8月13日、テレビ東京） - 「星団警察・女警官」役
- タモリ倶楽部（2011年6月11日、テレビ朝日） - 空耳アワーのVTRに出演
- 家族八景 Nanase,Telepathy Girl's Ballad 第5話（2012年2月21日、TBS） - 「若い女」役
- パチスロリーグシリーズ（MONDO TV）
  - 行くぜっ!パチスロリーグ（2012年9月 - 2013年6月）
  - 走れ!パチスロリーグ（2013年6月 - 2014年3月）
  - 情熱!パチスロリーグ（2014年3月 - 2014年12月） - 実況・解説
  - 全開!パチスロリーグ（2014年12月 - 2015年9月） - 実況・解説
  - 吼えろ!パチスロリーグ（2015年10月 - 2016年9月）
  - 光れ!パチスロリーグ（2016年10月 - 2017年8月）
  - 闘え!パチスロリーグ（2019年） - 「同窓会SP」解説
  - 恋するパチスロリーグ（2019年8月 - ） - 実況・解説、「から騒ぎSP」出演
- 女神降臨（2012年11月9日、MONDO TV）[7]
- 開店!SIRのパチスキ!（2018年1月26日,6月22日,12月28日、東京MX）

### ラジオ
- ホームランバカ!(横綱)（FM浦安）
- ASIAN美少女FILE（USEN）

### 雑誌
- 週刊SPA!（扶桑社）
- 週刊ヤングジャンプ（集英社）
- 週刊プレイボーイ（集英社）
- 週刊ヤングマガジン（講談社）
- Bejean（英知出版）
- KISSUI(英知出版)
- 内外タイムス
- Audition（白夜書房）
- パチスロ必勝ガイドDVD（ガイドワークス）

### WEB
- ケータイヤングジャンプ（集英社）
- 週プレNet（集英社）
- 裏ヤンマガ（講談社）
- モバゲー「有名人コーナー」（DeNA）
- Bejean Online（GOT）
- アイドル激☆待ちコレ（デジタルアドベンチャー）
- デスクトップギャルコレクション（デジタルアドベンチャー）
- アイトピックス（@misty）
- WE@アイドルTV（Softbank）
- みんなのパチンコフェス2023（2023年11月3日、4日、日本遊技機工業組合／KIBUN PACHI-PACHI委員会）[8]

### パチスロ
- スロドル（2023年3月、コナミアミューズメント）[9]

### 舞台
- GO，JET!GO!GO!〜Mr.Moonlight〜（エアースタジオ）

### ライブ
- JPS ガールズボイス（新宿ルイードK4）
- GOODGIRL for GOODMAN（秋葉原グッドマン）

## 作品

### DVD
「松岡奈波」名義
- ななみらくる☆（エアーコントロール）2009年4月25日発売
- ENDLESS LOVE（イーネットフロンティア）2009年7月24日発売

「河原実乃梨」名義
- 素敵（グラマラスキャンディ）2010年1月7日発売
- 美的（グラマラスキャンディ）2010年3月4日発売